# 아프가니스탄 요리

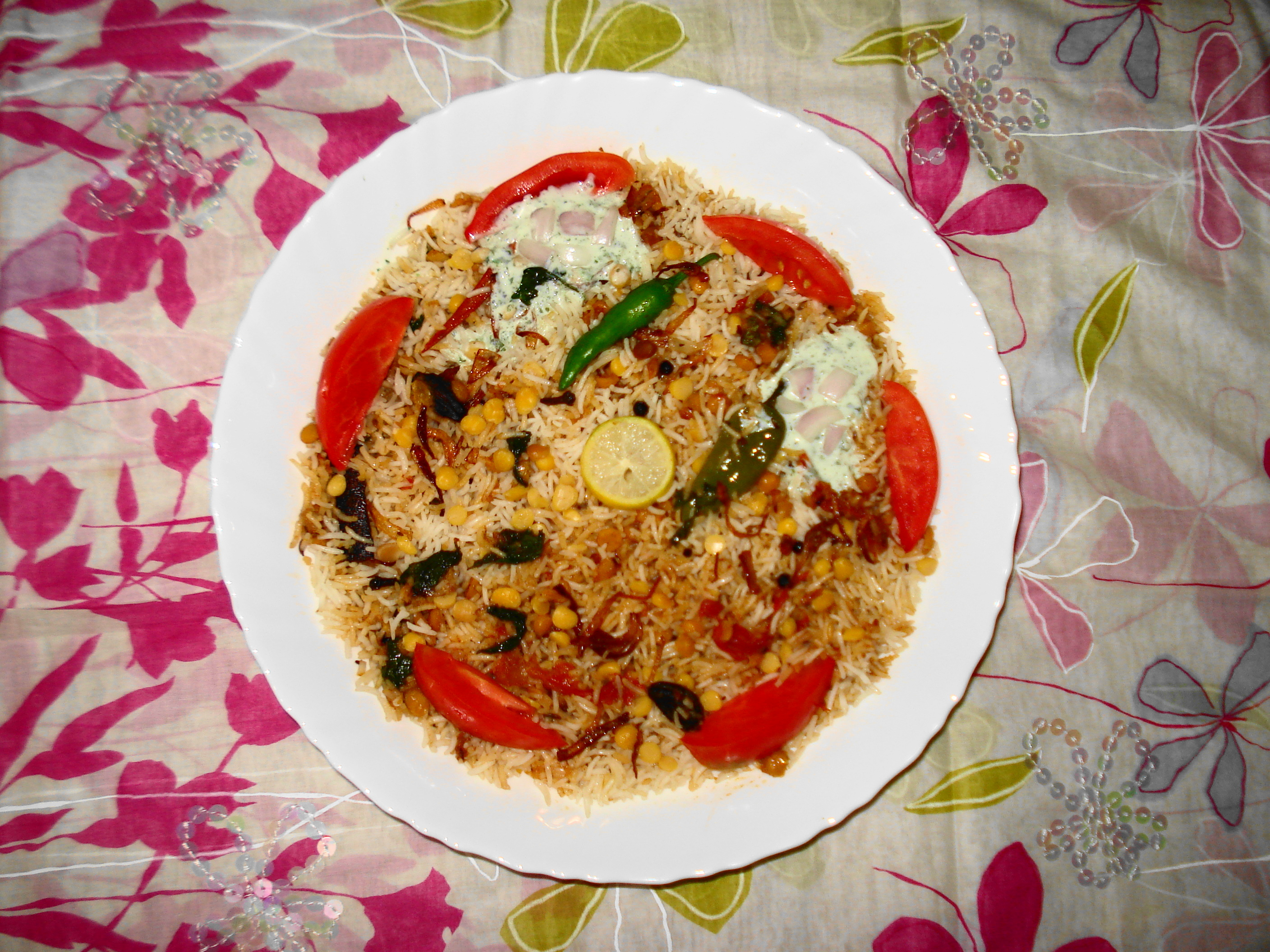
카불리 팔라우

아프가니스탄 요리(Afghanistan 料理, 다리어: آشپزی افغانستانی 아슈파지에 아프가네스타니, 파슈토어: د افغانستان خواړه 더 아프가네스탄 크와러)는 남아시아·중앙아시아에 있는 아프가니스탄의 요리이다. 주로 밀, 옥수수, 보리, 쌀과 같은 주요 작물을 기반으로 한다. 우유, 발효유, 또는 유청과 같은 유제품뿐만 아니라 토종 과일 및 채소가 스테이플과 함께 제공된다. 카불리 팔라우는 아프가니스탄의 국민 요리이다. 국가의 요리 전문 분야는 민족적 및 지리적 다양성을 반영한다.

## 같이 보기
- 남아시아 요리
- 중앙아시아 요리